# Lilli Hornig
Pour les articles homonymes, voir Hornig.
Lilli Hornig (née Lilli Schwenk), née le 22 mars 1921 à Ústí nad Labem, Tchécoslovaquie,  et morte le 17 novembre 2017 à  Providence, Rhode Island, États-Unis, est une scientifique tchéco-américaine qui a travaillé sur le Projet Manhattan pour la construction de la première bombe atomique américaine, ainsi qu'une militante féministe,,.

## Biographie

### Jeunesse
Hornig est née en 1921 à Ústí nad Labem, en Tchécoslovaquie. Elle est la fille de Erwin Schwenk, chimiste organique, et Rascha Shapiro, pédiatre.
En 1929, sa famille déménage à Berlin. Quatre ans plus tard, elle et sa mère immigrent aux États-Unis pour rejoindre Erwin, qui y avait immigré pour échapper aux nazis. Comme ses parents étaient juifs, son père avait été menacé d'emprisonnement dans un camp de concentration.
Elle obtient son BA du collège Bryn Mawr en 1942 et son doctorat de l'université Harvard dans les années 1950. En 1943, elle épouse Donald Hornig (en).

### Carrière professionnelle
Lilli Hornig suit son mari à Los Alamos, où il avait obtenu un emploi dans le cadre du Projet Manhattan. Après qu'il lui ait été demandé d'effectuer un test de dactylographie pour être secrétaire, ses compétences scientifiques sont finalement reconnues et un emploi lui est donné en tant que personnel scientifique pour le Projet Manhattan, dans un groupe de travail consacré à la chimie du plutonium,.
Plus tard, il a été décidé que la chimie du plutonium était trop dangereuse pour les femmes. Horning change de poste et travaille sur des lentilles explosives, une décision que son mari juge « un peu folle ». Durant son séjour à Los Alamos, elle signe une pétition demandant que la première bombe atomique soit utilisée sur une île inhabitée comme une démonstration.
Par la suite, elle devient professeure de chimie à l'université Brown, et fait partie du comité directeur de la chaire de chimie au Trinity College à Washington,. Elle est nommée par le président Johnson comme membre de la mission en république de Corée visant à créer un institut des sciences et des technologies dans ce pays.

### Engagement en faveur des femmes
Féministe, Hornig est la directrice fondatrice du premier HERS (Higher Education Resource Services, Services de ressources de l'enseignement supérieur), sous les auspices du Committee for the Concerns of Women (Comité pour les préoccupations des femmes) des lycées et universités de Nouvelle-Angleterre, organisé pour la première fois par Sheila Tobias. 
Elle siège aux comités d'égalité des chances de la National Science Foundation, de l'Institut national du cancer, et de l'Association américaine pour l'avancement des sciences. Elle obtient la chaire de recherche de la commission pour l'égalité des femmes à l'université Harvard. Elle est également consultée et participe à de nombreuses études concernant les femmes et l'enseignement des sciences ou leurs carrières.
Hornig est membre permanente du conseil d'administration de l'Institut océanographique de Woods Hole et administratrice de la Wheeler School.

### Décès
Lilli Hornig meurt le 17 novembre 2017, à Providence, Rhode Island, à l'âge de 96 ans.

## Travaux
- Climbing the Academic Ladder: Doctoral Women Scientists in Academe
- L.S. Hornig, Equal Rites, Unequal Outcomes : Women in American Research Universities, Springer Netherlands, 2012, 394 p. (ISBN 978-94-010-0007-9, lire en ligne)
- Women Scientists in Industry and Government: How Much Progress in the 1970s, Washington, D.C., 1980  (ISBN 9780309030236), (OCLC 256349315)
- Scientific sexism, New York: New York Academy of Sciences, 1979 (OCLC 802457414)

### Traductions
- From My Life. The Memoirs of Richard Willstätter, New York: W.A. Benjamin, 1965 (OCLC 612707312)

## Documentaires
Lilli est interviewée pour le documentaire The Bomb.